# 배철러레트
《배철러레트》(영어: Bachelorette)는 미국에서 제작된 레슬리 헤들런드 감독의 2012년 코미디 영화이다. 커스틴 던스트, 리지 캐플런, 아일라 피셔가 각자 문제를 안고 있으며, 고등학교 시절 조롱 대상이었던 동창(레블 윌슨 분)이 결혼하면서 한자리에 모이게 되는 친구 무리를 연기하였다.

## 줄거리
고등학교 때부터 뒤에서 "돼지 얼굴"이라고 비웃으며 무시하던 베키가 나무랄 데 없이 번듯한 남자친구 데일에게 청혼을 받자 리건, 제나, 케이티는 질투심에 휩싸이지만 그래도 베키를 축하하기 위해 결혼식에 참석한다.
그러나 처녀 파티에서 케이티의 직장 동료 매니가 스트립쇼를 하다가 건너 들은 대로 베키를 돼지 얼굴이라고 놀리자 화가 난 베키는 먼저 돌아가고, 남은 리건, 제나, 케이티는 술과 코카인을 한다.
취한 리건과 케이티는 뚱뚱한 베키를 조롱하며 둘이 함께 한몸처럼 웨딩드레스를 입어보다가 그만 웨딩드레스를 찢어버리고 만다. 그 뒤 케이티가 웨딩드레스 위에 코피를 흘리고, 제나가 스트립 클럽 화장실에서 마주친 스트리퍼가 웨딩드레스를 두루마리 휴지처럼 사용하면서 웨딩드레스는 한층 더 엉망이 된다.
다음 날 아침까지 어떻게든 웨딩드레스를 복구해야만 하는 상황에서 갖은 소동이 벌어진다. 이 과정에서 리건이 실은 폭식증이고, 제나는 낙태를 했으며, 케이티는 작년에 자살 시도를 했다는 사실이 밝혀진다.
한바탕 소동이 끝난 뒤 세 친구들은 모두 신랑 들러리들과 이어진다. 리건은 트레버와 엮이고, 제나는 잊지 못하던 전 남자친구 클라이드와 재결합하며, 케이티는 자신을 짝사랑해온 고등학교 동창이며 현재는 대마 판매상인 조와 맺어진다.

## 출연
- 커스틴 던스트 - 리건 크로퍼드 역
- 리지 캐플런 - 제나 마이어스 역
- 아일라 피셔 - 케이티 로런스 역
- 레블 윌슨 - 베키 아처 역
- 카일 본하이머 - 조 역
- 제임스 마즈든 - 트레버 그레이엄 역
- 애덤 스콧 - 클라이드 고더드 역
- 폴 코닝 - 잭 역
- 앤드루 래널스 - 매니 역
- 헤이스 맥아더 - 데일 보몬트 역
- 앤 다우드 - 빅토리아 역
- 엘라 레이 펙 - 스테퍼니 역
- 아든 머린 - 멀리사 역
- 준 다이앤 레이필 - 스트리퍼 역
- 허레이쇼 샌즈

## 기타 제작진
- 총괄 제작: 크리스 헨치
- 공동 제작: 레슬리 헤들런드, 칼리 휴고
- 협력 제작: 매슈 보스 캠벨
- 의상: 애나 빙어먼